# Chalcolestes
Chalcolestes Kennedy, 1920 è un genere di libellule della famiglia Lestidae (sottordine Zygoptera).

## Tassonomia
Comprende due sole specie:
- Chalcolestes parvidens (Artobolevsky, 1929)
- Chalcolestes viridis (Vander Linden, 1825)

Entrambe le specie erano in passato attribuite al genere Lestes. Tuttavia alcuni caratteri morfologici delle larve, la mancanza di pruinosità nel torace degli adulti maturi e infine la particolare biologia riproduttiva, con ovideposizione in rametti di alberi e arbusti sovrastanti l'acqua, li differenziano dalle specie del genere Lestes.